# Das Ende (Lied)
Das Ende, später auch Das Ende (1989) ist ein Lied der Dark-Wave-Band Goethes Erben, das die Band 1990 veröffentlichte. Eine zweite Version des Stücks erschien 1992.
Keine Variante des Stücks erschien als Single. Dennoch erwies sich Das Ende als Erfolg für die Band.

## Hintergrund und Veröffentlichungen
Das Ende entstand nach Der Spiegelals zweites Stück der Band. Während eine Urversion von Der Spiegel im Aufenthaltsraum der Ausbildungsstätte der Bayreuther Caritas aufgenommen wurde, nahmen Oswald Henke und Peter Seipt Das Ende direkt im Danse-Macabre-Studio unter der technischen Begleitung von Bruno Kramm auf. Kramm hatte Goethes Erben für Danse Macabre verpflichtete und das erste Demo produzierte. Die erste geprobte Version des Stücks „bestand eigentlich nur aus Schreien“.
Als Teil des Demos Der Spiegel, dessen Weg durch stumme Zeugen zum Ende führt auf MC erstveröffentlicht wurde Das Ende, im Jahr 1992 auf dem Album Der Traum an die Erinnerung in einer überarbeiteten und neu eingespielten Version veröffentlicht. Im Jahr 1994 erschien das Stück in der Variante des Demos auf der Kompilation des Goethes-Erben-Frühwerks 1. Kapitel. Das Demo wurde „legendär“. Das in der Frühphase des eng mit dem Club Die Etage und dem Unternehmen Danse Macabre verbundene Genres Neue Deutsche Todeskunst entstandene Stück avancierte zu einem Hit und Goethes Erben zu einer der initialen Musikgruppen des Genres.

## Musik und Text
Als Stück des Genres Neue Deutsche Todeskunst ist Das Ende gekennzeichnet durch einen Hang zu nihilistischen Texten in deutscher Sprache denen eine überbordende und „Todessehnsucht“ attestiert wird. Das Ende steht dabei im Kontrast zu den deutlich ruhigeren weiteren Stücken des Demos Der Spiegel, dessen Weg durch stumme Zeugen zum Ende führt. Henke brüllt apokalyptische Prophezeiungen.
So beschreibt Henke einen Vision deren Vorboten und Bedingungen von Wettererscheinungen, Umwelt- und Klimakatastrophen und Erstarken von Rechtsextremisten als den Beginn des Endes der Zeit.

„Dämme werden brechen und eure Kinder ertränken

Feuerstürme werden eure Häuser lodernd niederbrennen

Durch Krankheiten werden Millionen krepieren

Die Pflanzen werden vergiftet und ungenießbar werden.“